# Parmenide (dialogo)
Il Parmenide (in greco antico: Παρμενίδης?) è un dialogo di Platone inserito nella terza tetralogia (insieme a Filebo, Simposio e Fedro) e appartenente ai cosiddetti dialoghi dialettici o della vecchiaia, quelle opere caratterizzate dallo sviluppo e dalla messa in discussione, da parte del filosofo, delle teorie avanzate nella fase della maturità. La sua data di stesura va quindi presumibilmente posta tra il 368 e il 361 a.C.
Conosciuto come l'opera più complessa ed enigmatica di Platone, il Parmenide riporta il dialogo – quasi sicuramente mai avvenuto – tra gli eleati Parmenide e Zenone, ad Atene in occasione delle Grandi Panatenee, e il giovane Socrate. Gli argomenti affrontati possono essere così elencati: analisi del monismo parmenideo e obiezioni di Socrate alle affermazioni di Zenone; analisi della dottrina socratica delle idee e conseguenti obiezioni di Parmenide; formulazione da parte del filosofo eleate di un metodo di indagine ipotetico (differente da quello del Fedone e del Menone); esemplificazione di tale metodo, prendendo in esame le ipotesi opposte «se l'uno è» e «se l'uno non è», sviluppandone le conseguenze e scoprendone l'aporeticità.

## Personaggi
- Parmenide di Elea, anziano filosofo in visita alla casa di Pitodoro ad Atene;
- Zenone di Elea, il più famoso allievo di Parmenide;
- Socrate, giovane ateniese, futuro filosofo e maestro di Platone;
- Aristotele, ragazzino ateniese, futuro politico oligarchico e membro del gruppo dei Trenta Tiranni[3] (da non confondere quindi con il più noto filosofo Aristotele di Stagira).

## Cornice e struttura del dialogo
Cefalo, voce narrante del dialogo, narra come, con alcuni filosofi di Clazomene, una volta giunto ad Atene abbia chiesto a Glaucone e Adimanto di essere condotto da Antifonte, in modo da farsi raccontare la discussione avvenuta tra il vecchio Parmenide, Zenone e il giovane Socrate - discussione che lo stesso Antifonte non ha ascoltato di persona, ma di cui ha sentito parlare da Pitodoro. Il Parmenide si presenta così nella forma del dialogo riportato, costruito su quattro livelli: questa scelta è stata interpretata come un'ulteriore prova da parte dell'autore che la discussione presentata è frutto d'invenzione. D'altra parte, i riferimenti cronologici in nostro possesso non permettono di affermare che il giovane Socrate abbia mai potuto dialogare con l'anziano Parmenide.
L'opera è divisa in due parti, di estensione diseguale. Dopo un breve cappello introduttivo, in cui Socrate attacca le posizioni assunte da Zenone per difendere il maestro (126a1-127d6), si entra nel vivo del dialogo: nella prima parte (127d6-135c7), sotto forma di dialogo indiretto, Parmenide discute con Socrate la dottrina delle idee, sollevando tre pesanti obiezioni apparentemente irrisolvibili; segue la descrizione da parte di Parmenide di un metodo ipotetico per indagare la verità (135c8-137c3), da cui si passa infine alla seconda parte del dialogo (137c4-166c5), la più lunga e complessa. Qui lo stile si evolve in dialogo diretto tra Parmenide e il giovanissimo Aristotele, in cui il filosofo mostra un esempio del metodo di indagine appena delineato analizzando le due ipotesi tra loro opposte "se l'uno è" (εἰ ἔν ἐστι) e "se l'uno non è" (εἰ μή ἔστι τὸ ἔν). Sviluppando quattro conseguenze per ognuna delle due ipotesi, il filosofo giungerà alla fine del dialogo a delle conclusioni aporetiche per entrambi i casi.

### I Parte: la dottrina delle idee (127d6-135c7)

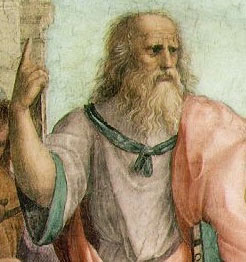
Platone ritratto da Raffaello mentre indica l'iperuranio

Nella casa di Pitodoro, in cui si trovano riuniti Parmenide con l'allievo Zenone, il giovane Socrate, il giovanissimo Aristotele («quello che divenne uno dei Trenta», allora undicenne) e altri due ospiti anonimi, Zenone dà lettura di un proprio scritto in cui, difendendo le affermazioni del maestro, attacca quanti ammettono la molteplicità degli enti: se infatti gli enti fossero molteplici, sorgerebbero infinite contraddizioni, col risultato che di ogni ente si dovrebbe dire che è al tempo stesso uno e molteplice, simile e dissimile, e via discorrendo. A tale conclusione Socrate però obietta che i molti possono sì esistere, se partecipano di alcune unità da cui traggono il nome: per esempio, diciamo «simili» tutte le cose che partecipano di un'idea della somiglianza. Non ha dunque senso meravigliarsi che le cose, i molti, siano simili e dissimili allo stesso tempo; piuttosto ci si dovrebbe meravigliare se il simile in sé diventasse dissimile, e viceversa (129a).
Parmenide tuttavia non tarda a mostrare al giovane interlocutore alcune difficoltà che sorgono da quanto ha appena detto. Non è infatti da escludersi che Platone abbia voluto rappresentare, per bocca del giovane Socrate, alcune delle sue originarie considerazioni filosofiche, di cui analizza le possibili contestazioni. Una prima obiezione, di carattere generale, riguarda la natura delle idee: l'Eleate si domanda se, accanto alle idee di giusto e bene, uguaglianza e grandezza, esistano anche quelle di uomo e acqua, o addirittura quelle decisamente ridicole di capello o fango. Socrate è sicuro per quanto riguarda bontà e grandezza - affermando quindi la natura assiologica delle idee -, mentre esprime perplessità su quelle di uomo e acqua, e riconosce l'assurdità delle idee di capello o fango. Parmenide prosegue allora con altre tre obiezioni più specifiche.
Prima obiezione
La prima difficoltà riguarda la partecipazione (mètexis) dell'idea con l'oggetto sensibile: «ciascun oggetto che partecipa [di un'idea] partecipa dell'intera idea o di una parte»? Socrate tenta un paragone con il giorno, che pur essendo uno illumina varie terre. Parmenide però usa un'altra immagine: è come un lenzuolo che copre molti uomini. Tuttavia, il lenzuolo non potrà essere per intero su ciascun uomo, ma solo per una sua parte. Se ne deduce che anche l'idea dovrà essere divisa in tante parti, quante gli oggetti che ne partecipano (130e4-131e9).
Seconda obiezione
Parmenide pone a Socrate una seconda difficoltà, che il filosofo Aristotele definirà "del terzo uomo". Se si pensa che tutte le cose grandi, tra di loro, abbiano qualcosa che le accomuna, ovvero la partecipazione al grande in sé, allora è plausibile pensare anche che tutte le cose grandi, a loro volta, abbiano qualcosa in comune con il grande in sé: ecco allora apparire una seconda idea di grandezza, di cui partecipano sia gli oggetti grandi sia l'idea di grande. Allo stesso modo, è però possibile ipotizzare che vi sia qualcosa che accomuni il grande in sé, gli oggetti grandi e la nuova essenza appena trovata, ipotesi che porterebbe alla comparsa di un'ulteriore idea di grandezza, innescando così un processo infinito (132a1-b2). A nulla giova l'ipotesi di Socrate per cui le idee potrebbero esistere solo nel pensiero; da ciò infatti Parmenide conclude che «o ciascuna cosa consiste di pensieri e tutte pensano oppure esse, pur essendo pensieri, sono prive di pensiero» (132b3-c11). Socrate ipotizza allora che le idee possano essere modelli fissi, di cui le cose sensibili sono solo copie. In questo caso la partecipazione delle cose alle idee consisterebbe nell'«essere foggiate come immagini di esse», ma così si ricade nell'obiezione del "terzo uomo" (132b4-133a10).
Terza obiezione
Si tratta della più pesante teoreticamente. Se le idee sono veramente entità in sé, aventi sostanza in rapporto ad esse stesse, diventano per noi inconoscibili, poiché occuperebbero un piano ontologico a sé stante rispetto a quello umano/sensibile. Se è così, non solo sarebbe per noi impossibile conoscere il bello o il bene in sé, ma accadrebbe che persino gli dèi, detentori della scienza in sé (epistéme), non sarebbero in grado di conoscere gli oggetti sensibili presenti nel mondo degli uomini - conclusione a dir poco assurda (133a11-135c3).

### II Parte: indagine ipotetica sull'uno (137c4-166c5)

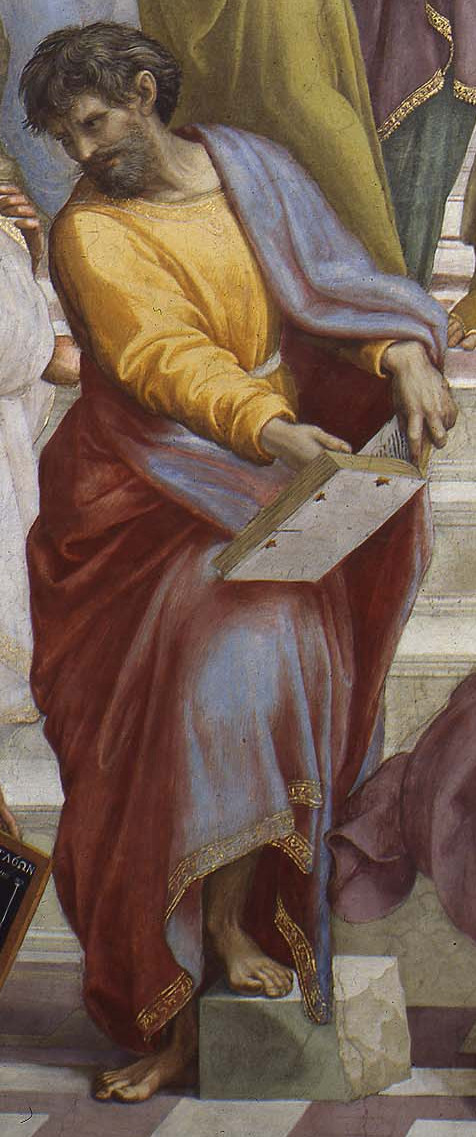
Parmenide nella Scuola di Atene di Raffaello

La dottrina delle idee comporta dunque varie difficoltà teoriche all'apparenza quasi insormontabili, ultima delle quali l'impossibilità da parte degli uomini di poter coltivare una scienza delle cose soprasensibili, l'epistéme. Questa conclusione induce Parmenide a porre al suo interlocutore la domanda: «Che farai allora della filosofia?» (135c5).
Per Parmenide, il principale problema di Socrate è l'essere troppo giovane e poco allenato nell'esercizio dell'indagine filosofica. Per rimediare l'Eleate delinea un metodo di indagine basato su ipotesi da verificare attraverso il ragionamento (136a4-c5): a proposito di qualsiasi oggetto, si prendono due ipotesi tra di loro contrarie e opposte, una che dica "che è" e l'altra "che non è", e se ne svolgono tutte le conseguenze possibili. Valutando alla fine i risultati di questa indagine dialettica, è possibile scoprire quale delle due ipotesi sia veritiera e quale no. Solo con un simile allenamento si può apprendere il modo per discernere la verità ed evitare che essa sfugga da sotto gli occhi. Si noti che tale esercizio riprende il metodo dialettico e argomentativo di cui Zenone ha dato prova all'inizio del dialogo, spostando però l'oggetto di indagine dalle cose sensibili alla metafisica.
Per far comprendere meglio quanto appena descritto, Parmenide decide di darne prova con l'aiuto di Aristotele, brillante ragazzino lì presente. Da questo punto in avanti il dialogo prenderà la forma del discorso diretto, in cui quello che si potrebbe sostanzialmente definire un monologo di Parmenide viene intervallato dalle frasi di assenso del suo giovanissimo interlocutore. Oggetto di un'analisi accurata e dettagliatissima sarà l'uno, svolgendo dapprima l'ipotesi che lo afferma, e in seguito quella che lo nega. Per ogni ipotesi verranno dedotte quattro serie di conseguenze, per un totale di otto deduzioni (tutte aporetiche), di seguito schematizzate secondo l'analisi di Maurizio Migliori.
1. Se l'uno è (137c4-160b1)
  1. L'uno in sé. Se l'uno è uno, non ammetterà nessuna forma pluralità, sia essa interna o esterna. L'uno quindi non è composto di parti, non è in nessun luogo, e non è né in movimento né in quiete, ed è esterno al tempo. Tuttavia in questo modo, nessun altro ente potrà esistere all'infuori dell'uno, nemmeno l'essere stesso. Ma non esistendo l'essere, nemmeno l'uno sarà (137c4-142a8).
  2. L'uno in rapporto agli altri dall'uno. Se l'uno è, dovrà partecipare dell'essere. Ma non coincidendo, l'uno e l'essere costituiranno due parti di un tutto, e per renderli fra loro diversi, si dovrà introdurre anche il diverso. Viene introdotto il due, e di conseguenza anche il numero. Pertanto l'uno non è uno, ma un insieme di parti: l'uno contiene in sé la molteplicità (142b1-157b5).
  3. Gli altri dall'uno in rapporto all'uno. Se l'uno è, gli altri dall'uno, in quanto ad esso partecipi, cioè in quanto parti del Tutto, si troveranno ad essere allo stesso tempo infiniti (in quanto molteplici) e limitati (in quanto parti). Essi cioè saranno un insieme molteplice composto di unità, trovandosi ad essere tra di loro simili e dissimili (157b6-159b1).
  4. Gli altri dall'uno considerati in sé. Se l'uno è, gli altri dall'uno considerati in sé stessi come separati dall'uno, non parteciperanno dell'uno e pertanto, privi dell'uno, non potranno essere composti di unità, e quindi non saranno molti (159b2-160b1).
2. Se l'uno non è (160b5-166c2)
  1. L'uno in rapporto agli altri dall'uno. Se l'uno non è, esso è diverso dagli altri, in quanto "non essere" qui significa semplicemente "essere diverso da". In questo caso l'uno si pone in relazione col molteplice, e a loro volta gli altri dall'uno parteciperanno delle loro affezioni (160b5-163b6).
  2. L'uno in sé. Se l'uno non è, e se "non essere" indica l'assenza dell'essere, esso sarà privo di caratteri, e perciò non sarà né uno né molti (163b7-164b4).
  3. Gli altri dall'uno considerati in sé. Se l'uno non è, gli altri dall'uno, rispetto a sé stessi, non possederanno nessuna delle affezioni dell'uno, e nemmeno saranno molti, ma lo sembreranno soltanto. Infatti, ogni singolo ente di cui la molteplicità si compone, potrà solo apparire uno, senza esserlo, poiché l'uno non esiste (164b5-165e1).
  4. Gli altri dall'uno in rapporto all'uno. Se l'uno non è, gli altri dall'uno rispetto all'uno che non è, non parteciperanno di ciò che non è, e non saranno né uno né molti né niente di determinato (165e2-166c2).

L'analisi di Parmenide risulta dunque completamente aporetica. Il discorso attorno all'uno, con cui si è aperto il dialogo, si mostra in tutti i propri limiti, e la teoria monistica di Parmenide ne esce di fatto confutata (166c2-5).
La pratica platonica dell'elenchos si coniuga qui con la reductio ad absurdum, ma questo metodo non è autosufficiente, poiché non è in grado di giungere ad una verità definitiva e inattaccabile. Non è infatti ben chiaro quale sia lo scopo effettivo di tale metodo e la critica è divisa secondo diverse interpretazioni. Migliori ha comunque fatto notare che molte delle aporie presenti nei ragionamenti di Parmenide sono in realtà dovuti alla polisemia dei termini utilizzati, i cui significati non vengono mai definiti in maniera univoca, ma anzi lasciati nel vago.

## Platone e l'Eleatismo
La lettura del Parmenide pone di fronte al complesso rapporto tra il pensiero di Platone e l'Eleatismo. Anzitutto, la scelta del personaggio di Parmenide come conduttore del dialogo indica la volontà da parte dell'autore di mostrare le affinità tra la propria filosofia e quella dell'Eleate. Parmenide ed Eraclito erano visti da Platone come gli iniziatori della filosofia, riconducibili ai due filoni di pensiero Parmenide-Zenone-Gorgia ed Eraclito-Protagora. Scegliendo Parmenide come conduttore del dialogo, dunque, Platone ha voluto da un lato sottolineare il suo debito nei confronti del monismo eleatico, e dall'altro dimostrare l'assurdità di una simile unità assoluta. Non è infatti possibile spiegare il molteplice in riferimento a se stesso, poiché esso richiede il riferimento ad un'unità fondativa - ragion per cui unità e molteplice sono inseparabili. D'altra parte, l'unità del molteplice non è altro che un insieme di unità e molteplicità relative, su cui avrà il compito di indagare la filosofia attraverso la dialettica. Le idee sono dunque quegli enti primi, eterni e immobili di cui partecipano le cose sensibili. Esse rimangono sempre identiche, in sé e per sé, e separate dal mondo sensibile a causa della propria superiorità ontologica: solo attraverso il ragionamento sarà possibile conoscerle, in modo da conoscere così i criteri di ragionamento assoluti fondativi della vera conoscenza, dell'etica e della politica.
In secondo luogo, la partecipazione degli oggetti alle idee viene interpretata da Socrate sia come "presenza" che come "somiglianza", ma in entrambi i casi non si è al riparo da critiche e obiezioni (si pensi alle tre difficoltà sollevate da Parmenide nella prima parte): le idee devono allora essere postulate, in maniera tale da salvare il pensiero, come afferma Francesco Fronterotta. Solo in questo modo è possibile spiegare l'indirizzo del pensiero e della filosofia. In caso contrario, come affermato dallo stesso Parmenide in 135c5-6, non si saprebbe che fare della filosofia, dal momento che, negando le idee, verrebbe meno lo scopo dell'indagine filosofica, che è appunto quello di indagare le verità somme attraverso la dialettica.

## Interpretazioni delParmenide

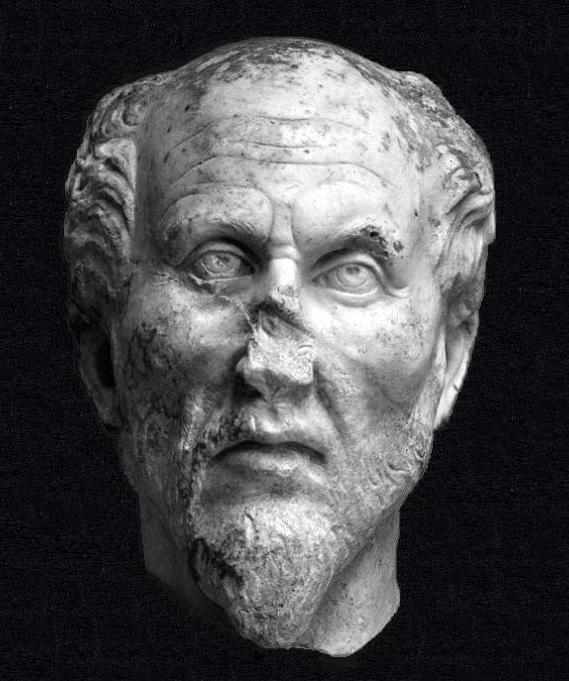
Plotino

Bisogna infine volgere uno sguardo, seppur rapido, alle diverse interpretazioni del Parmenide. Il testo più enigmatico di Platone ha infatti dato adito a diverse interpretazioni nel corso della storia del pensiero occidentale.
La prima e più importante è quella del Neoplatonismo, rimasta in auge per svariati secoli. Per i neoplatonici (in particolare ricordiamo Plotino, Proclo e Damascio) è possibile dedurre le prime ipostasi dalle quattro tesi della prima ipotesi ("se l'uno è"), mentre le successive quattro servono a verificare l'impossibilità di negare l'Uno. È un'interpretazione di carattere strettamente teoretico, che tende a sottolineare gli aspetti metafisico-teologici del testo, facendo leva sulla sua ambiguità.

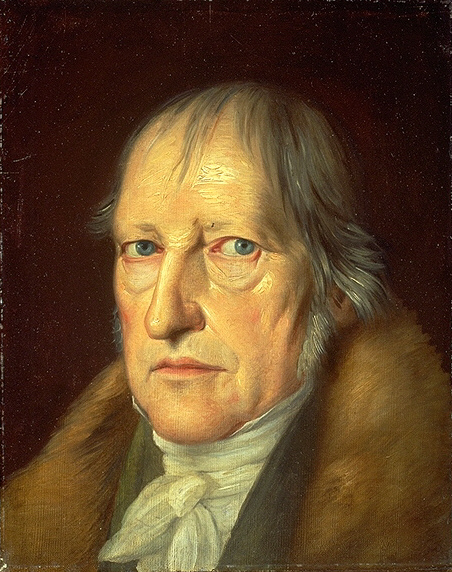
G.W.F. Hegel

Nel XIX secolo, Hegel definirà il Parmenide «il capolavoro della dialettica antica». Egli infatti ritiene che l'uno di cui si parla nel dialogo corrisponda all'Assoluto: le tesi negative ("se l'uno non è") sono quindi contraddittorie, in quanto rappresentano l'impotenza dell'uomo di giungere alla conoscenza dell'Assoluto, che deve così ripiegare sulla Ragione per superare le contraddizioni dell'Intelletto.
Da rilevarsi, infine, è l'interpretazione analitica, che ha preso corpo con lo sviluppo degli studi di filosofia del linguaggio nel secolo scorso: Ernst Tugendhat, ad esempio, riconduce il problema dell'ontologia classica a una serie di problemi semantici, dovuti all'incapacità di svelare l'ambiguità dei significati linguistici in campo. Parmenide ha frainteso il significato di "essere" e non "essere" a causa del duplice valore della copula "è", che indica sia esistenza sia identità, e il suo ragionamento, degenerato, è stato poi ripreso da Platone nella sua dottrina delle definizioni e dei concetti universali. Secondo questa interpretazione, quindi, l'ontologia è solo un'illusione del pensiero.
In un seminario dell'autunno 1931, interrotto e riportato negli appunti di un trentatreenne Herbert Marcuse che stava preparando l'esame di abilitazione alla libera docenza, Heidegger dice che nel dialogo si raggiunge il più grande avanzamento nel rapporto tra essere e tempo mai toccato dalla metafisica occidentale:

### Edizioni italiane
- Parmenide, in: Opere di Platone, trad. di Dardi Bembo, Venezia, Bettinelli, 1472.
- Parmenide, traduzione di Francesco Acri, 1872 (fuori dall'Italia). - Napoli, L. Chiurazzi, 1893; II ed. riveduta, Milano, 1913-1915; a cura di Carlo Carena, Torino, Einaudi, 1970-2025.
- Il Parmenide, in: Le Opere, vol. VII, trad. di Giuseppe Modugno, Collana Piccola Biblioteca di Cultura n.19, Aquila, Vecchioni, 1928.
- Parmenide, in: Dialoghi, vol. II, traduzione di Manlio Faggella, Collezione Filosofi antichi e medievali, Bari, Laterza, 1931.
- Parmenide, trad. di Enrico Turolla, Collana Il pensiero greco n.17, Milano, Fratelli Bocca, 1942; in: Dialoghi, Collezione Classici Rizzoli, Milano, Rizzoli, 1953-1964.
- Parmenide, trad. e cura di Attilio Zadro, Bari, Laterza, 1957-1997.
- Parmenide, in: Dialoghi filosofici, vol. II, trad. e cura di Giuseppe Cambiano, Collezione Classici della Filosofia n.8, Torino, UTET, 1970-2004, ISBN 978-88-020-3662-5.
- Parmenide, in: Tutti gli scritti, trad. di Maurizio Migliori, Prefazione, Introduzione, Notizie e cura di Giovanni Reale, Collezione I Classici del Pensiero. Sezione Filosofia Classica e Tardo-antica, Milano, Rusconi, 1991-1999, ISBN 88-18-220-18-7; Collana Il pensiero occidentale, Milano, Bompiani, 2000-2025.
- Parmenide, Introduzione, trad. e note di Maurizio Migliori, testo greco con edizione critica a cura di Claudio Moreschini, Appendice bibliografica di Claudio Marcellino, Collana Testi a fronte, Milano, Rusconi, 1994, ISBN 88-18-700-28-6. - Nuova ed., Collana Classici del Pensiero, Brescia, Scholé, 2025, ISBN 978-88-284-0693-8.
- Parmenide, in: Tutte le opere, trad. di Enrico Pegone, a cura di Enrico Valdo Maltese, Introduzione di Francesco Adorno, Roma, Newton Compton, 1997-2025.
- Parmenide, a cura di Giuseppe Cambiano, Introduzione e note di Francesco Fronterotta, Laterza, Roma-Bari, 1998.
- Parmenide, trad., introduzione e note di Luc Brisson, versione italiana a cura di Amalia Riccardo, Collana Skepsis, Napoli, Loffredo, 1998, ISBN 978-88-809-6562-6.
- Parmenide, a cura di Mario Vitali, Collana Nemo. Confrontarsi con l'antico, Dupress, 2003, ISBN 88-86-909-49-7.
- Parmenide, a cura di Franco Ferrari, Collana BUR Classici Greci e Latini, Milano, Rizzoli, 2004, ISBN 978-88-170-0156-4.